# Luca Albino
Luca Albino (Maiori, 14 febbraio 1884 – Maiori, aprile 1952) è stato un pittore italiano.
Considerato uno dei maggiori pittori della Costa Amalfitana del XIX e XX secolo assieme a Luigi Paolillo, Angelo Della Mura, Antonio Ferrigno. I suoi dipinti, da lui stesso definiti "bombe di sole", raffiguravano angoli pittoreschi della costiera e scene di vita quotidiana, come i molti mercati e pescatori. Fu maestro della pittrice Pia Galise: ci è giunta una foto in cui egli dipinge al cavalletto con l'allieva sulla spiaggia di Maiori. 

## Biografia
Luca Albino iniziò a frequentare da giovanissimo lo studio del pittore Raffaele D'Amato, per poi iscriversi all'Accademia di Belle Arti di Napoli. Terminata quest'esperienza, verso il 1910 si trasferì in Argentina, dove rimase colpito dagli intensi colori di quei tramonti infuocati. Nel 1920, fece ritorno in Italia, e da questo momento cominciò la vasta produzione di Albino. Nel 1925 partecipò ad una mostra collettiva a Salerno e ne organizzò una personale a Milano, nel 1927 espose alla prima e nel 1933 alla seconda Mostra d'Arte fra gli Artisti del Saleritano, e nel 1935 era presente alla Mostra d'arte di Positano. Nel 1937 e nel 1942 partecipò rispettivamente alla prima e seconda Mostra del Sindacato Provinciale Fascista Belle Arti di Salerno. 

## Opere
- Barche, anni 20, olio su tela, Salerno, Pinacoteca provinciale.
- Barche a Maiori, anni 20, olio su tela, 19 × 53 cm, collezione privata.
- Il mio paese, 1925, olio su compensato, 40 × 50 cm, collezione privata.
- La Chiesa dell'Annunziata di Ravello, 1931, Salerno, Ente provinciale per il turismo.
- Mercato, 1931, olio su cartone, 48,5 × 62,5 cm, Amalfi, collezione privata.
- Cortile, olio su compensato, 34,6 × 50 cm, Salerno, Camera di commercio.
- Torre Normanna di Maiori, olio su tavola, 23 × 34 cm, Salerno, Pinacoteca provinciale.
- Barche fra gli scogli, 1947, olio su compensato, 184 × 200 cm, Salerno, Prefettura.